# Модуль без кручения
Модуль без кручения — модуль {\displaystyle M} над кольцом {\displaystyle K}, такой что из равенства {\displaystyle \alpha x=0}, где {\displaystyle \alpha } — элемент {\displaystyle K}, не являющийся делителем нуля, и {\displaystyle x\in M}, следует {\displaystyle \alpha =0} или {\displaystyle x=0}.

## Примеры
- Целостное кольцо {\displaystyle K} как {\displaystyle K}-модуль, а также все его ненулевые левые идеалы являются модулями без кручения.
- Модуль M над коммутативным кольцом K с полем частных Q является модулем без кручения тогда и только тогда, когда Tor1(Q/K,M) = 0. В частности, все плоские модули являются модулями без кручения.
- Единственные конечно-порожденные модули без кручения над областью главных идеалов — это свободные модули.

## Свойства
- Подмодуль модуля без кручения, а также прямая сумма и прямое произведение модулей без кручения — также модуль без кручения.
- Если кольцо {\displaystyle K} коммутативно, то для любого модуля {\displaystyle M} определен подмодуль

кручения
{\displaystyle Tor(M)=\{x\in M:\exists \alpha \in K,\alpha -{\text{неделитель нуля}},\alpha x=0\}.}
Тогда фактормодуль {\displaystyle M/Tor(M)} является модулем без кручения.